# Чеховский целлюлозно-бумажный завод
Чеховский целлюлозно-бумажный завод (также Чеховский целлюлозно-бумажный комбинат, сокращённо — Чеховский ЦБЗ) — одно из ведущих предприятий губернаторства Карафуто и Сахалинской области в XX веке, в течение 70 лет завод являлся градообразующим предприятием города Чехов Сахалинской области.
Целлюлозно-бумажная промышленность являлась одной из главных отраслей промышленности города. Завод акционерного бумагоделательного общества «Oji Paper» в городе Нода начал свою работу в феврале 1922 года, первоначально был рассчитан на выпуск 5 тысяч тонн целлюлозы и 11 тысяч тонн бумаги в год. В 1945 году завод перешел под контроль СССР.
На конец 1980-х годов на заводе работало около 800 рабочих, в состав предприятия входили бумажная фабрика (2 бумагоделательные машины), 7 цехов (окорочный, целлюлозный, отбельный, хлорный, клейный, электроцех, механический), бумажный склад, столовая, спортзал, ремонтно строительный отдел, при заводе действовала ТЭЦ. Завод выпускал писчую бумагу и картон, немалую часть продукции завода отправляли на экспорт.
С 1996 года завод официально законсервирован. Но консервация не удалась, и завод был попросту разграблен, подъездные пути разобраны. По состоянию на 2012 год от завода остались только остовы зданий и труба заводской ТЭЦ.